# Amsterdam (dorp in New York)
Amsterdam is een dorp in Montgomery County in de staat New York in de Verenigde Staten. Volgens de telling van 2000 woonden er 5.820 mensen in het dorp. Het dorp is vernoemd naar de stad Amsterdam, de hoofdstad van Nederland. Het dorp Amsterdam grenst aan de stad Amsterdam, eveneens in de staat New York. Het Eriekanaal vormt de zuidgrens van het dorp.

## Geschiedenis
Het dorp werd gesticht in 1715, maar het kwam niet van de grond tot William Johnson het eerste machtscentrum in de regio opzette in Fort Johnson (Mount Johnson), voordat hij Johnstown stichtte.
Het dorp werd in 1793 gevormd uit een deel van de voormalige Town of Caughnawaga, die in 1788 was opgezet. In 1838 werd door inlijving door de aangrenzende stad Amsterdam grondgebied verloren aan de zuidelijke kant van het dorp. In 1865 telde het dorp 5.135 inwoners.

## Geografie
Volgens het volkstellingenbureau van de Verenigde Staten van Amerika heeft het dorp een totale oppervlakte van 78,6 km², waarvan 76,9 km² (97,88%) uit land bestaat.
In het noorden grenst het dorp direct aan Fulton County. De zuidgrens van het dorp wordt gevormd door de rivier Mohawk, en de oostgrens is de grens met zowel Saratoga County als met Schenectady County.

## Demografie
Volgens de volkstelling in 2000, telde Amsterdam 5.820 inwoners, 2.243 huishoudens en 1.531 gezinnen. De bevolkingsdichtheid was 75,7 /km². Het dorp kende 2.374 huizen met een dichtheid van 30,9 /km². Wanneer de etnische diversiteit werd bekeken was 97.77% van de inwoners blank 0,69% Afrikaans Amerikaans, 0,10% stamde van de oorspronkelijke bewoners van Amerika af, 0,24% was van Aziatische afkomst, 0,36% van andere raciale afkomst en 0,84% van minimaal twee van de eerdergenoemde bevolkingsgroepen afkomstig. 2,32% van de bevolking was van Latijns-Amerikaanse afkomst.
Het dorp kende 2.243 huishoudens, waarvan 27,0% kinderen inwonend had jonger dan 18 jaar, 56,3% waren echtparen, 8,4% was een alleenstaande vrouw zonder man in het huis en 31,7% was geen familie. 27,6% van alle huishoudens werd gevormd door alleenstaanden, en 12,7% was een alleenstaande van 65 jaar of ouder. Het gemiddeld aantal inwoners per gezin was 2,91.
De leeftijdsverdeling van het dorp was zodanig dat 20,2% onder de 18 jaar was, 6.2% 18-24, 24.4% 25-44, 26,3% 25-64 en 22,9% 65 jaar of ouder. De mediaanleeftijd was 44 jaar. Per 100 vrouwen woonden er 91 mannen in het dorp. Voor iedere 100 vrouwen boven de 18 jaar woonden er 85,5 mannen boven de 18 in het dorp.
Het mediaaninkomen voor een huishouden was $37.097, en het mediaaninkomen voor een gezin was $46.667. Mannen hadden een mediaaninkomen van $34.476 tegenover $23.533 voor vrouwen. Het inkomen per hoofd van de bevolking was $19.099. Ongeveer 5,1% van de families en 7,0% van de bevolking leefde onder de armoedegrens, waarvan 4,8% onder de 18 jaar was en 8,6% 65 jaar of ouder.